# Idaea roseolimbata
Idaea roseolimbata là một loài bướm đêm trong họ Geometridae.